# NGC 1335
NGC 1335 é uma galáxia elíptica (E-S0) localizada na direcção da constelação de Perseus. Possui uma declinação de +41° 34' 24" e uma ascensão recta de 3 horas, 30 minutos e 19,4 segundos.
A galáxia NGC 1335 foi descoberta em 14 de Dezembro de 1881 por Édouard Jean-Marie Stephan.